# GP TV
GP TV var en webbteve-kanal som drivs av Göteborgs-Posten. Kanalen var en del av sajten GP.se och sändernyheter, väder och reportage, mestadels från Göteborg med omnejd men även från övriga Sverige.
GP TV startade våren 2007 och hade först en sammanhållen nyhetssändning varje vardagseftermiddag, men från hösten 2007 övergavs den strategin och GP TV lägger i dag ut separata nyhetsklipp på varierande tider. Stora tittarframgångar har varit bevakningen av Ostindiefararens hemkomst till Göteborg 2007, satsningen på gamla filmer med Göteborgshistoria vintern 2008 och inslag & musikklipp från Bruce Springsteens konserter i Göteborg, sommaren 2008.